# 光之旋律
《光之旋律》（光の旋律）是Kalafina的第7張單曲。於2010年1月20日由SME Records公司發行。

## 概要
此單曲分別發行了初回生産限定盤及通常盤2個版本。初回生産限定盤封面为電視動畫《空·之·音》插圖，含收录PV、動畫預告及宣傳的DVD，並附該動畫的角色卡。

## 收錄曲

### 通常盤＆初回生産限定盤
1. 光之旋律 [6:16]
  - 作詞、作曲、編曲 ： 梶浦由記
  - 電視動畫《空·之·音》主題歌
2. sapphire [3:50]
  - 作詞、作曲、編曲 ： 梶浦由記
3. 光之旋律（Instrumental）

### DVD（初回生産限定盤）
1. 光之旋律 (Video Clip)
2. 《空·之·音》原作節目預告
3. 《空·之·音》原作節目宣傳 (15秒版)
4. 《空·之·音》原作節目宣傳 (30秒版)

## 相關項目
- 空·之·音

## 資料來源
1. ↑  光の旋律Kalafinaのプロフィールならオリコン芸能人事典-ORICON STYLE

## 外部連結
- （日語）Kalafina官方網站（页面存档备份，存于）

- （日語）日本索尼音樂娛樂介紹頁
  - 初回生産限定盤（页面存档备份，存于）
  - 通常盤（页面存档备份，存于）